# Helena-West Helena
Helena-West Helena ist eine Stadt und der County Seat des Phillips County im US-amerikanischen Bundesstaat Arkansas. Das U.S. Census Bureau hat bei der Volkszählung 2020 eine Einwohnerzahl von 9.519 ermittelt.  
Der Ortsteil Helena liegt im Tiefland zwischen dem Mississippi River und der Ostseite des Crowley’s Ridge. West Helena liegt auf der westlichen Seite des Crowley’s Ridge, einer geografischen Anomalie im typisch flachen Arkansas Delta. 

## Geschichte
Die Gemeinde führt ihre historischen Wurzeln auf die Gründung der Hafenstadt Helena am Mississippi durch europäische Amerikaner im Jahr 1833 zurück. Als Sitz des Countys war Helena in den Jahren vor dem Ersten Weltkrieg das Zentrum einer wohlhabenden Baumwollplantagenregion. Zu Beginn des Amerikanischen Bürgerkriegs wurde Helena von der Unionsarmee besetzt. Die Stadt war der Schauplatz der Schlacht von Helena im Jahr 1863. Die konföderierten Streitkräfte versuchten erfolglos, die Unionstruppen aus Helena zu vertreiben, um den Druck auf die strategisch wichtige Flussstadt Vicksburg zu mindern. Später im Jahr diente Helena als Ausgangspunkt für die Unionsarmee bei der Einnahme von Little Rock, der Hauptstadt des Bundesstaates.
Die heutige Stadt entstand am 1. Januar 2006 aus der Fusion der beiden Gemeinden Helena und West Helena. Die umliegende ländliche Region ist eine der ärmsten in Arkansas. Befürworter der Fusion erhofften, dass die Zusammenlegung der Städte ihre Verhandlungsmacht für die umliegende Region im Wettbewerb um Projekte zur Verbesserung der Gesamtwirtschaft und des Lebensstandards stärken würde.

## Demografie
Nach einer Schätzung von 2019 leben in Helena-West Helena 10.299 Menschen. Die Bevölkerung teilt sich auf in 22,1 % Weiße, 77,2 % Afroamerikaner und 0,4 % mit zwei oder mehr Ethnizitäten. Hispanics oder Latinos aller Ethnien machten 0,8 % der Bevölkerung aus. Das mittlere Haushaltseinkommen lag bei 22.177 US-Dollar und die Armutsquote lag bei 45,2 % der Bevölkerung.

## Wirtschaft
Helena-West Helenas wichtigste wirtschaftliche Basis ist nach wie vor die Landwirtschaft, insbesondere der Baumwollanbau. Mechanisierung und große industrielle Farmen haben den Bedarf an landwirtschaftlicher Arbeit seit der ersten Hälfte des 20. Jahrhunderts reduziert. Der Binnenschiffsverkehr im Hafen der Stadt am Mississippi ist neben dem Einzelhandel und dem Tourismus eine weitere Quelle für Arbeitsplätze und Einnahmen. Insgesamt zählt die Stadt allerdings zu den ärmsten in den gesamten Vereinigten Staaten.

## Kultur
In der Stadt wird jährlich das King Biscuit Blues Festival ausgetragen.

## Söhne und Töchter der Stadt
- James Millander Hanks (1833–1909), Politiker
- Patrick Henry (1861–1933), Politiker, für Mississippi im US-Repräsentantenhaus
- John Maury Allin (1921–1998), Geistlicher
- Smokey Joe Baugh (1932–1999), Pianist und Country-Musiker
- Red Holloway (1927–2012), Blues- und Jazz-Saxophonist und Sänger
- Mary Lambert (* 1951), Regisseurin
- Blanche Lincoln (* 1960), Politikerin, US-Senatorin von Arkansas
- Robert Lockwood junior (1915–2006), Blues-Gitarrist und Sänger
- Leotis Martin (1939–1995), Schwergewichtsboxer
- Robert Nighthawk (1909–1967), Blues-Musiker
- James Sallis (* 1944), Schriftsteller, Poet, Kritiker, Redakteur, Musiker und Übersetzer
- Willie „Big Eyes“ Smith (1936–2011), Blues-Musiker